# Odontophorus stellatus
La quaglia boschereccia stellata (Odontophorus stellatus (Gould, 1843)), è un uccello della famiglia Odontophoridae diffuso in Sudamerica.